# Kozarevac
Kozarevac – wieś w Chorwacji, w żupanii kopriwnicko-kriżewczyńskiej, w gminie Kloštar Podravski. W 2011 roku liczyła 560 mieszkańców.